# 奧羅拉鎮區 (明尼蘇達州斯蒂爾縣)
奧羅拉鎮區（英語：Aurora Township）是位於美國明尼蘇達州斯蒂爾縣的一個行政鎮區。

## 歷史
奧羅拉鎮區於1857年設立，得名自伊利諾州的奧羅拉。

## 地方資料
奧羅拉鎮區的面積為93.45平方千米，當中陸地面積為93.38平方千米，而水域面積為0.07平方千米。根據2020年美國人口普查的數據，當地共有人口528人，而人口密度為每平方千米5.65人。